# アムステルダムの運河

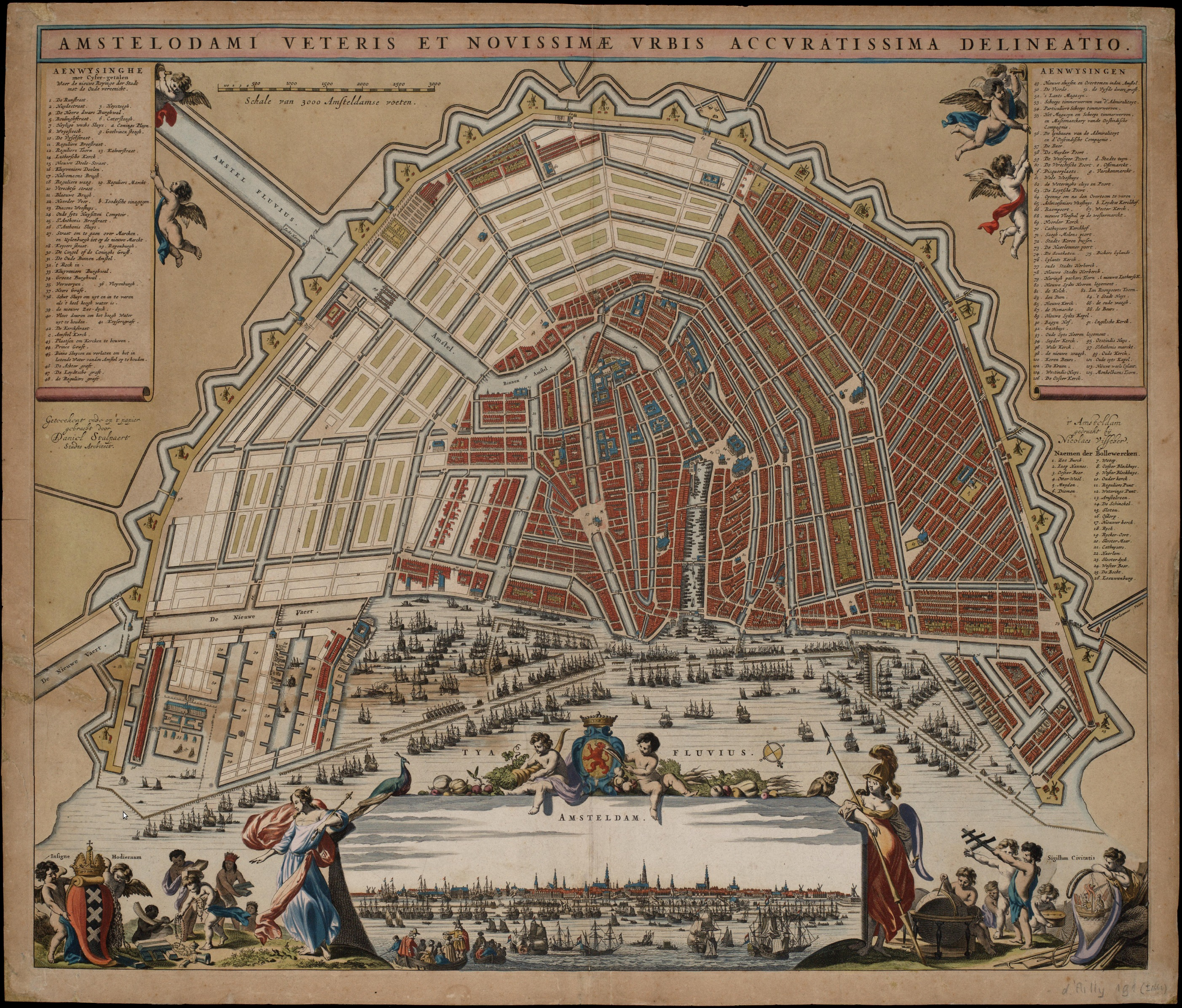
アムステルダム（1662年）

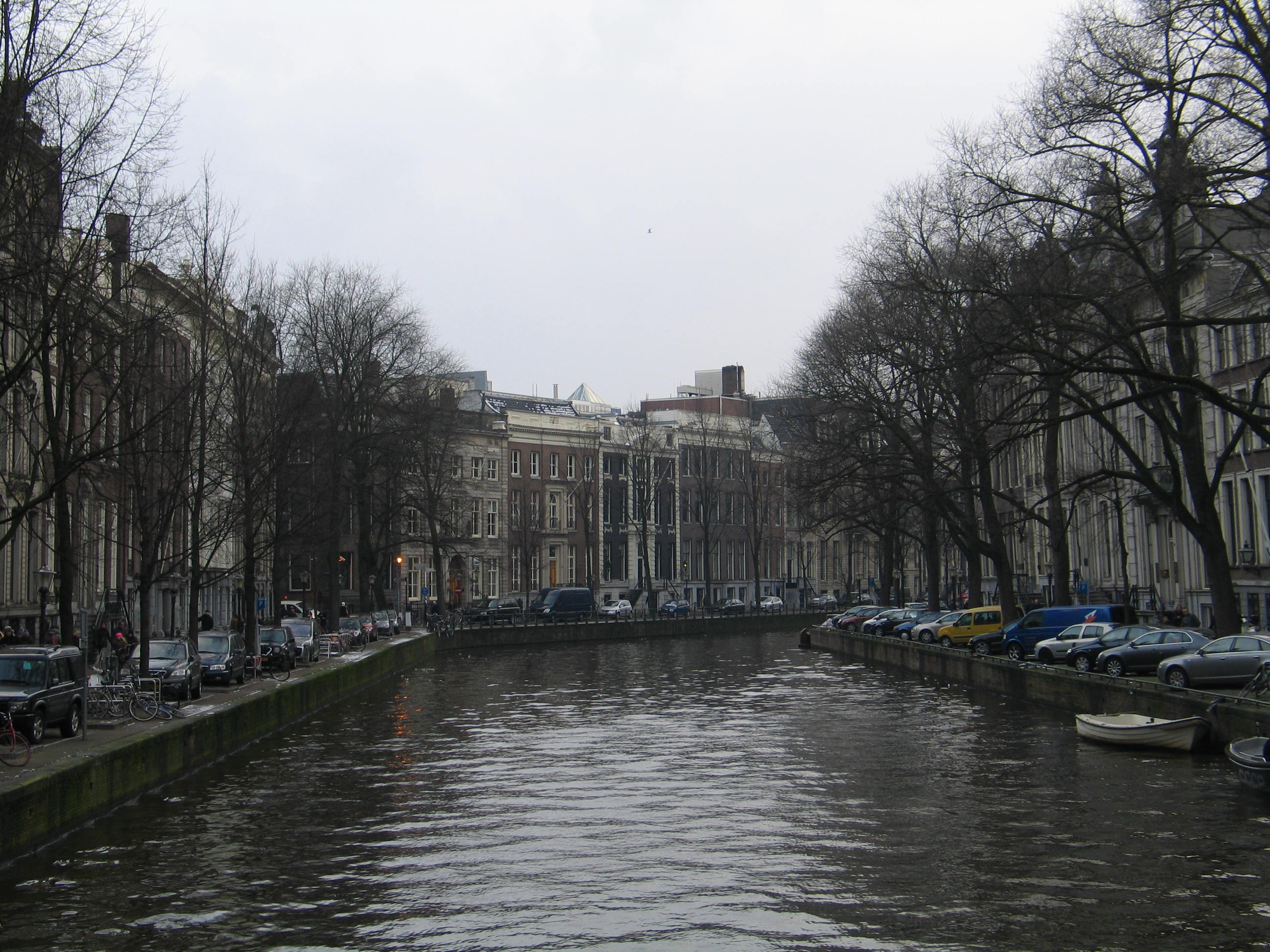
「黄金の湾曲」

この項目では、アムステルダムの運河について扱う。「北のヴェネツィア」と呼ばれる都市の一つでもある、オランダの憲法上の首都アムステルダムは、100km 以上の運河と約90の島々、そして1500もの橋から成り立っている。
3つの主要な運河であるヘーレン運河 (Herengracht)、プリンセン運河 (Prinsengracht)、ケイザー運河 (Keizersgracht) は、いずれもオランダが黄金時代を迎えていた17世紀に掘られたもので、都市の周りを同心円状に巡っている。それらは「グラクテンゴルデル」（grachtengordel, 直訳は「運河のガードル」）として知られ、主要な運河沿いには実に1550もの記念建造物群が存在している。ヘーレン運河、プリンセン運河、ケイザー運河、ヨルダーン地区などを含む17世紀の環状運河地区は、2010年にUNESCOの世界遺産リストに登録された。

## 歴史
アムステルダムの運河システムの多くは、都市計画の優れた産物である。アムステルダムは、オランダ独立戦争を境に没落していったアントウェルペンに代わり、16世紀末以降、国際的な中継貿易の拠点となっていった。ヨーロッパ商業の変化に適応するとともに、ジェノヴァに代わって国際的な金融市場の機能も備えて急成長したアムステルダムの人口は、3万（16世紀末）、10.5万（1622年）、22万（1660年 - 1670年）と急増していった。そうして17世紀初頭に増大した移民に対応することと防衛上の観点から、アイ湾を終端とする4つの主要な半円状の運河を含む包括的な都市計画が立案された。
グラクテンゴルデル ("grachtengordel") として知られる3つの運河、すなわちヘーレン運河、ケイザー運河、プリンセン運河は主として宅地造成のためのもので、一番外側のシンゲル運河は防衛と水利のために建造された。半円状の運河群は相互に繋がっており、ヨルダーン地区 (Jordaan) ではビールなどの物資の運送にも使われる運河群が重なっている。また、本来防衛目的だった境界線のシンゲル運河も、住宅や商業発展の目的に転用されて今に至る。さらに、運河群には100以上の橋が架かっている。
Nassau/Stadhouderskade の防衛的機能は、堀、土塁、要衝の門などにその面影を残してはいるものの、それら以外にそれらしい建造物群は見られない。
しばしば運河網は中心から外側へと順次追加されていったように思われがちだが、歴史家のゲールト・マク (Geert Mak) が「巨大なワイパー」と呼んだように、その建造は西から東へと進められていった。北部から西部にかけての建造は1613年に始まり、1625年頃に完成した。1664年以降、南部の建造が始まったが、経済的に減速していたことから、その建造は遅々としたものだった。アムステル川とエイ湾に挟まれた地域を含む東部の建設は着工されることはなく、用地は公園、植物園、住宅、劇場、公共施設などに使われている。運河はあるが、あまり計画的でなく、きれいな環状運河網の続きとはなっていない。 
都市のかなりの部分は干拓地で、それは「湖」を意味する接尾辞 -meer の付く地名アールスメール、ベイルメルメール (Bijlmermeer)、ハーレマーメール、ワテルグラーフスメール (Watergraafsmeer) などから窺い知ることができる。

## 環状運河地区
以下の運河は市の内側から外側へと叙述する。

### シンゲル運河

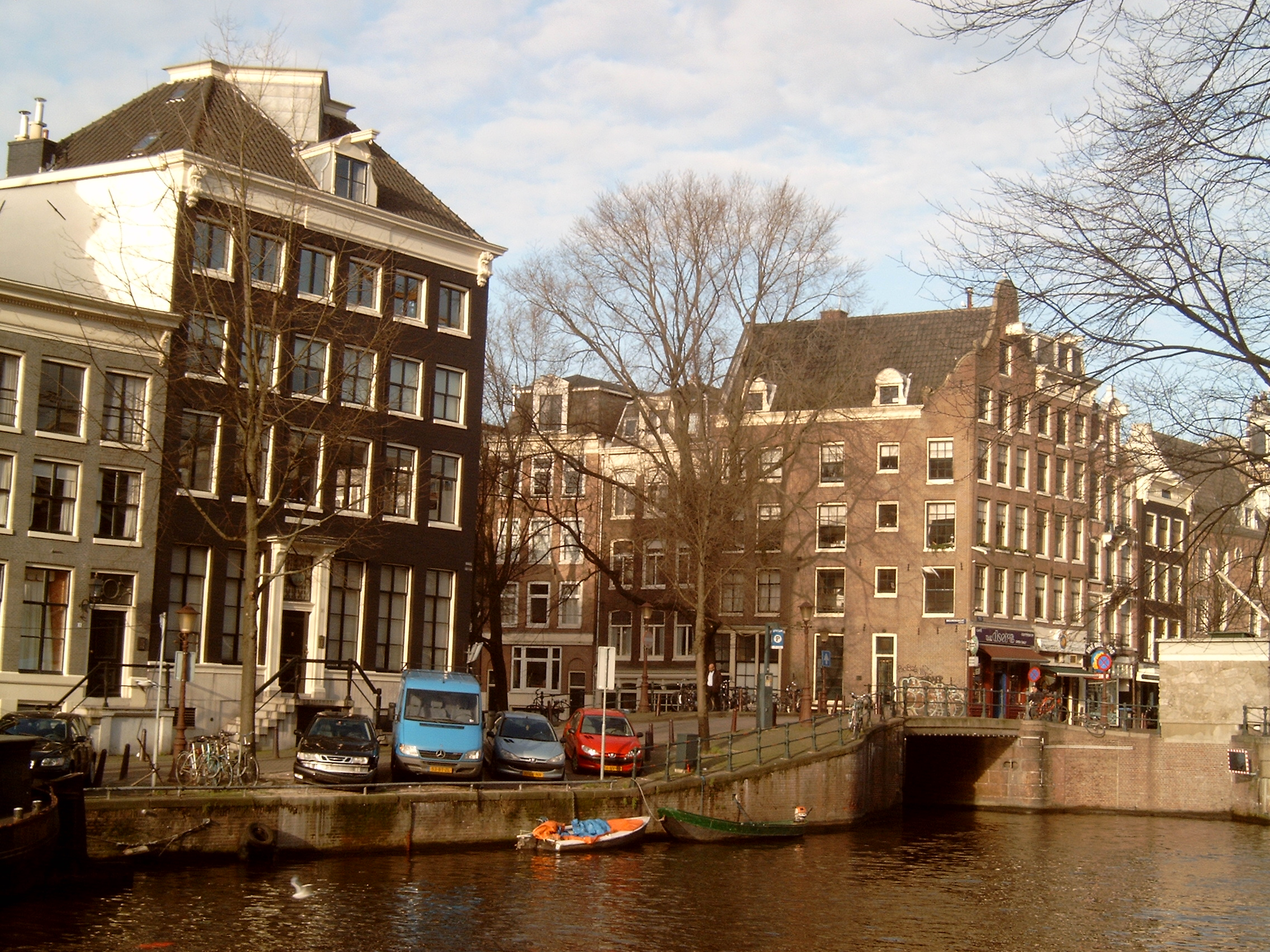
シンゲル運河

シンゲル運河（シンヘル運河）は、中世のアムステルダム旧市街を取り囲んでおり、1480年から1585年にはアムステルダムの外堀にあたっていた。その後、アムステルダムはシンゲル運河の外へと拡大した。
運河はアムステルダム中央駅ちかくのアイ湾から、ムント広場 (Muntplein) に流れ、アムステル川と合流する。アムステルダムの半円状の運河地区の一番内側に当たっているが、「黄金の17世紀」には、環状運河地区の一番外側にもうひとつのシンゲル運河が建設された。世界遺産登録名にある「シンゲル運河」というのは、その一番外側の方のシンゲル運河である。内側のシンゲル運河の原語は Singel で、外側のシンゲル運河の原語は Singelgracht なので、内側を「シンゲル」、外側を「シンゲル運河」と区別する文献もある。

### ヘーレン運河

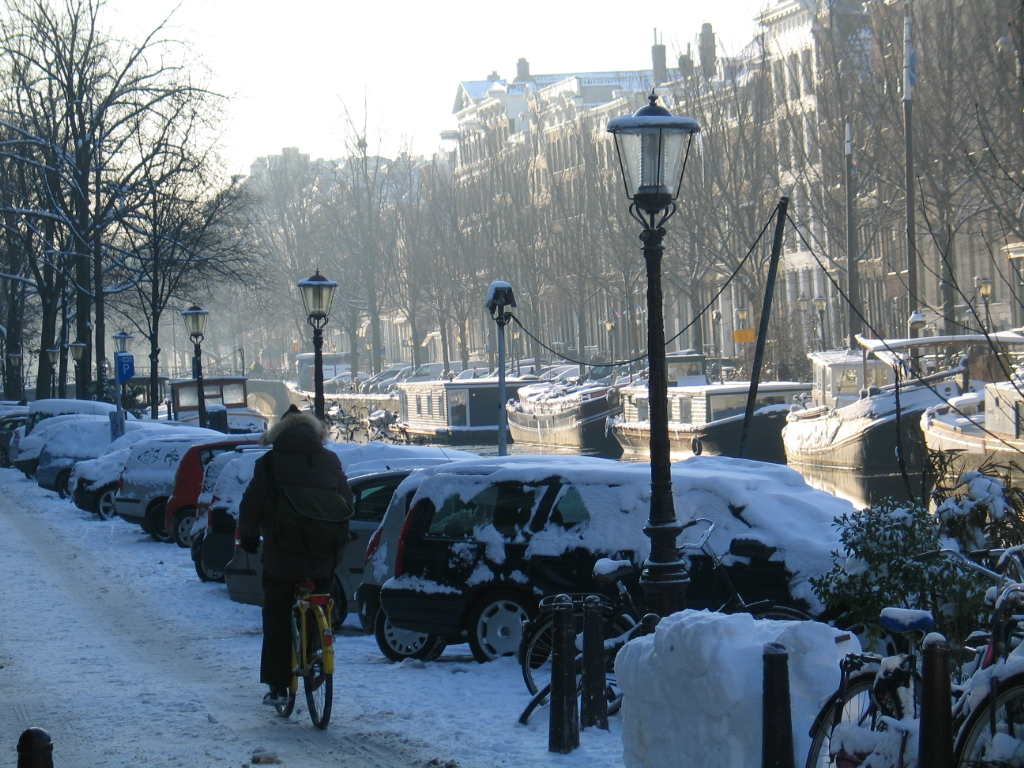
冬のヘーレン運河

ヘーレン運河 (Herengracht) は17世紀に建造された三運河では最も早く建造された。その名は16世紀から17世紀に都市を統治した商人層 (heren regeerders) に因んでいるとされるが、オランダ東インド会社の設立者に因むとも言われる。最もファッショナブルな区域は「黄金の湾曲」 (Gouden Bocht) と呼ばれており、この運河の両岸には特徴的な外観の建物が並ぶ。その間口と奥行きは規格化されているが、その正面を飾る破風壁が特徴的なのである。三角破風を発展させて階段状になったトラップヘーベル（階段破風）を備えた住宅が見られ、特に1617年に富裕な醸造家バルトロッティが建てさせた階段破風が特徴的な邸宅は、イタリア・ルネサンスの様式を取り込んだオランダ・ルネサンス様式の代表例とされ、現在は演劇博物館となっている。その隣の家も特徴的で、破風壁の中央部分だけが垂直に伸びたハルスヘーベル（頸型破風）を備えた邸宅となっている。以上は17世紀前半の様式だが、近くには18世紀フランスの古典主義の影響を受けた軒蛇腹様式と呼ばれる様式の家が並ぶ。

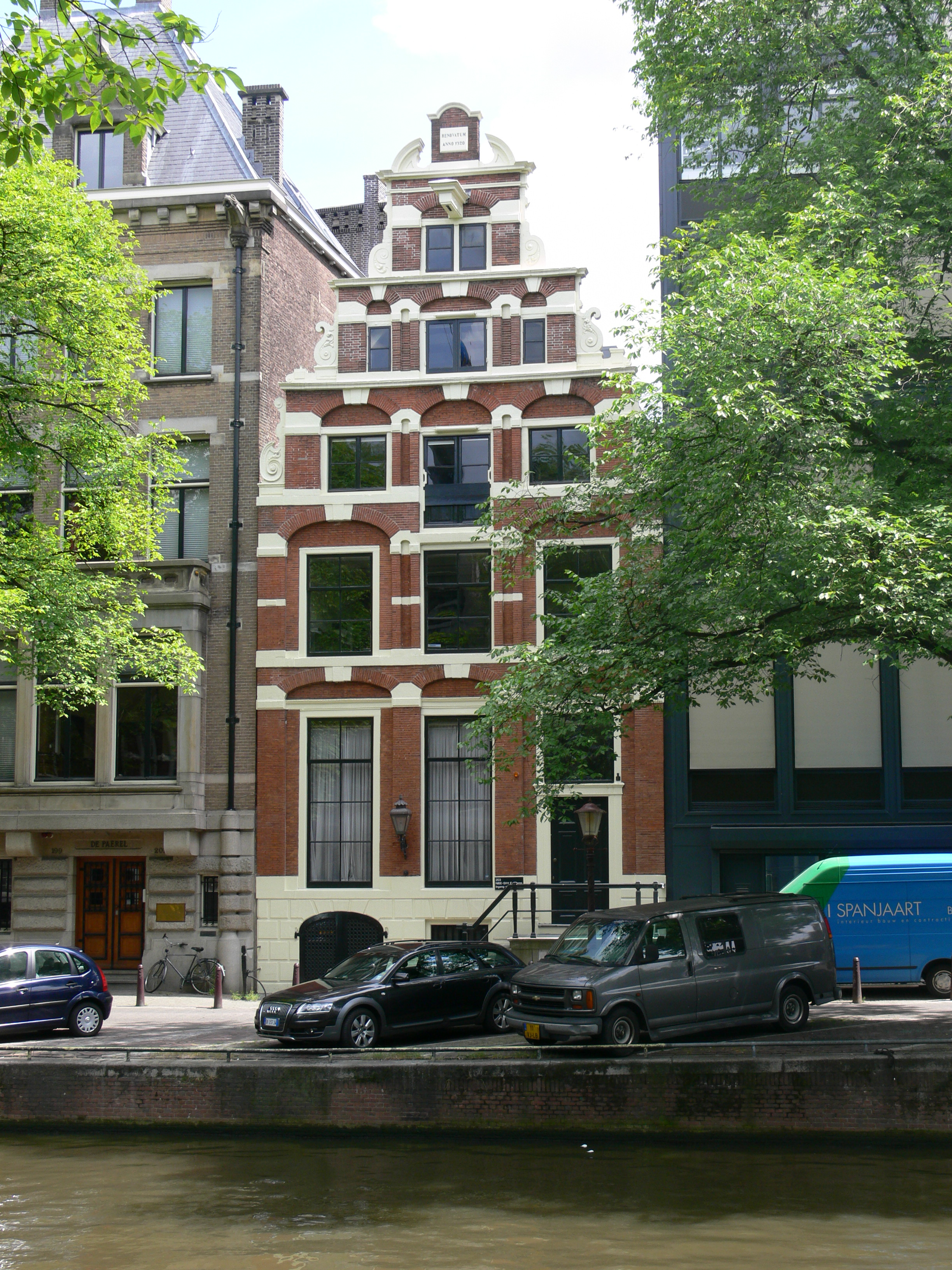
トラップヘーベル（階段破風）の邸宅
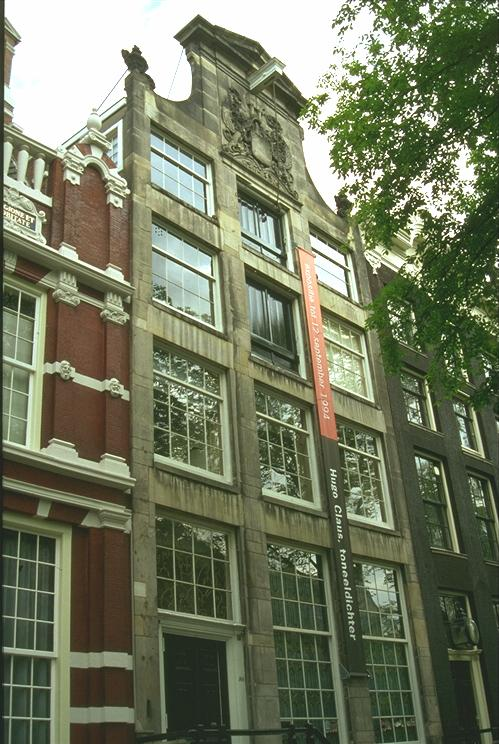
ハルスヘーベル（頸型破風）の邸宅
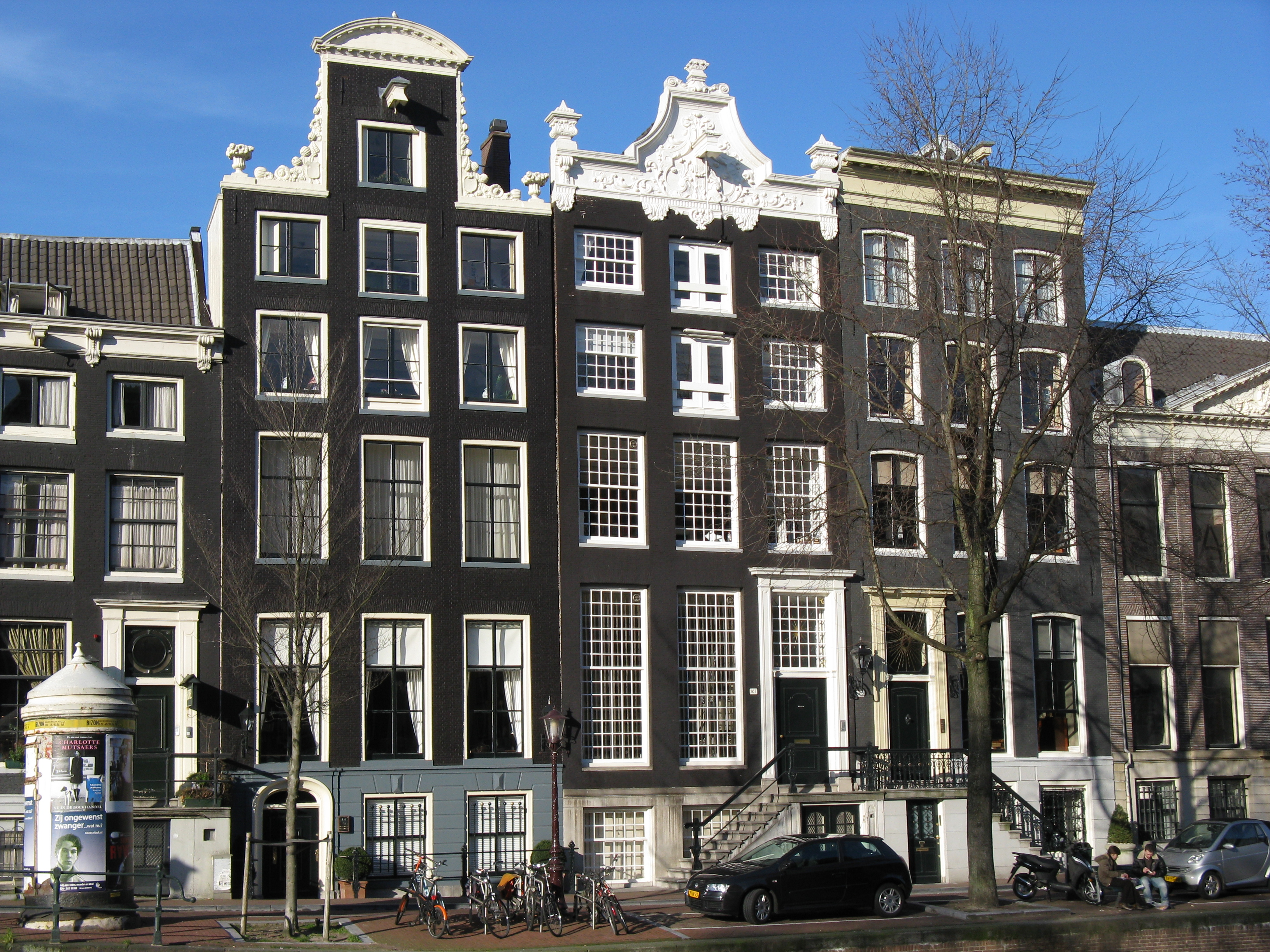
ハルスヘーベルとクロックヘーベル（後述）

### ケイザー運河

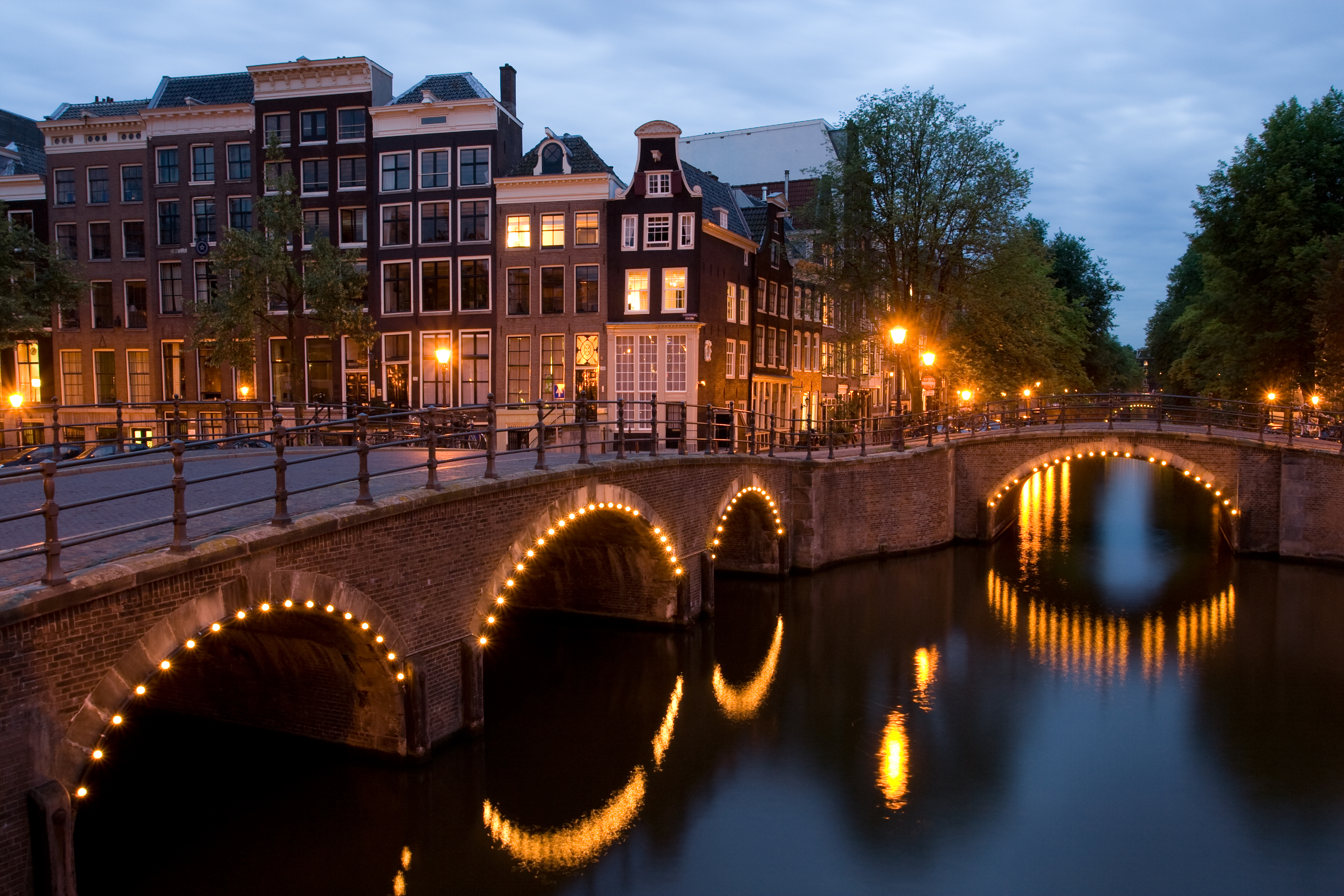
ケイザー運河

ケイザー運河は、三運河地区の2番目の運河であるとともに、もっとも幅広い運河である。「皇帝の運河」を意味するその名前は、神聖ローマ皇帝マクシミリアン1世にちなんでいる。
ケイザー運河沿いの建築には、ヘーレン同様に階段破風や軒蛇腹様式の建物が見られるが、その中でも118/120番地の間口の広い建物は、近代建築の先駆者の一人であるヘンドリック・ペトルス・デルラーヘ（1835年 - 1934年）が暮らしていたことで知られている。また、対岸には置時計を模したような破風壁のクロックヘーベル（鐘形破風）の建物が見られる。ハルスヘーベルとクロックヘーベルはトラップヘーベルよりも後の形式で、いずれも美しい装飾性を備え、18世紀末まで好まれた。
1671年に穀物商人ファン・レイが建てさせた邸宅は、18世紀に内装がバロック様式に改修され、現在はファン・ローン美術館になっている。

### プリンセン運河

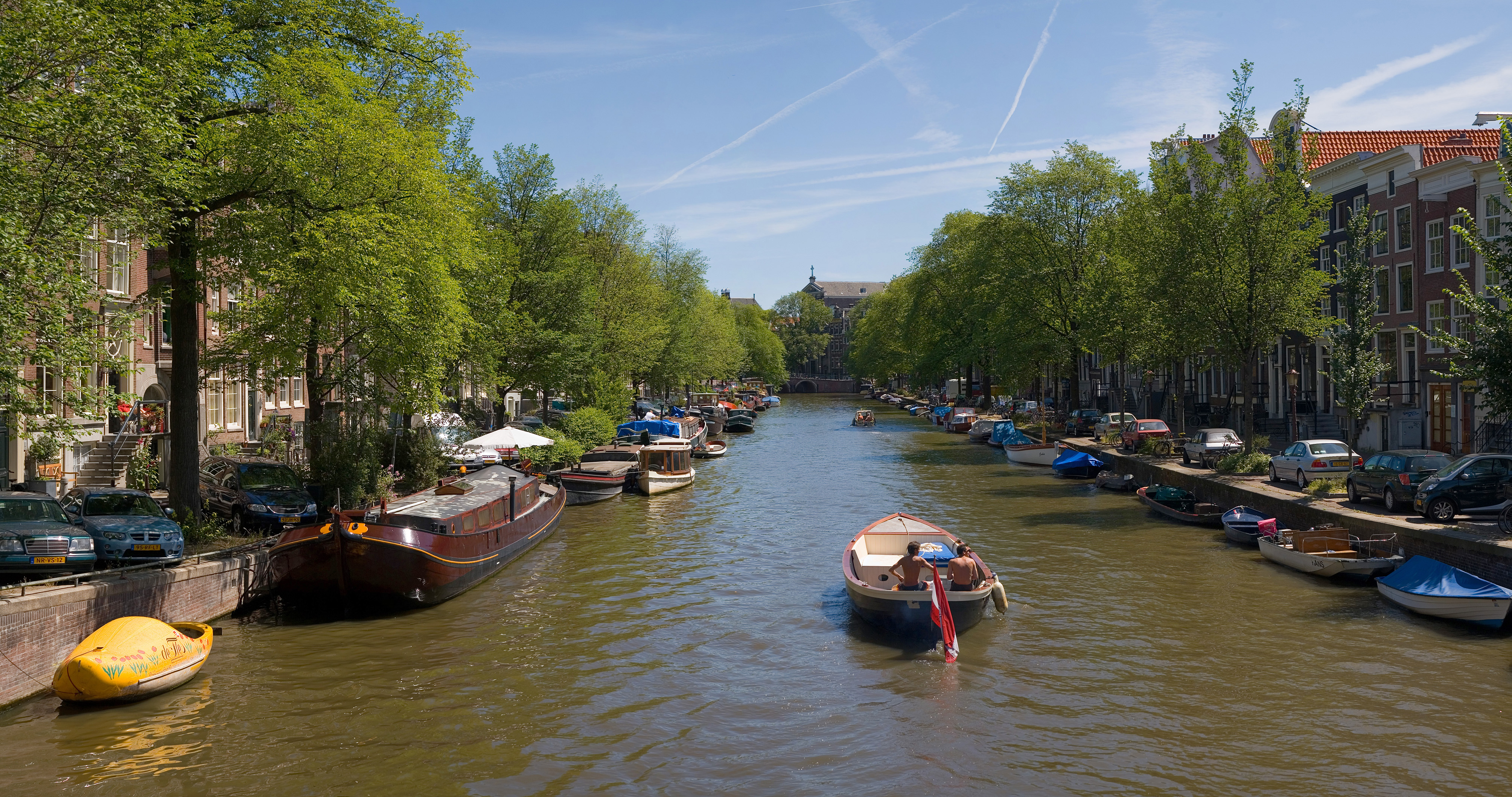
プリンセン運河

プリンセン運河はアムステルダムの主要運河の4番目で、最も長い運河である。「公の運河」を意味するその名前は、沈黙公ウィレムにちなんでいる。運河沿いの建造物群のほとんどは、ネーデルラント連邦共和国の黄金時代に建てられたものである。運河に架かる橋はヨルダーン地区には繋がっていない。ヨルダーン地区とは、かつてスペインやフランスでの非カトリックに対する弾圧から逃れてきた人々の居住区となっていた歴史地区である。
プリンセン運河沿いの観光名所としては、北教会 (Noorderkerk)、北市場 (Noordermarkt) などのほか、 アンネ・フランクの家がある。アンネの家は1635年に建てられたものだが、18世紀に裏側部分が増築され、アンネたちが隠れ住むのに使われることになった。
西教会 (Westerkerk) はプリンセン運河とケイザー運河に面する高さ85 mのプロテスタントの教会堂で、1620年から1631年にかけて建造された当時としては、世界最大級のものだった。現在はホモモニュメント（同性愛者記念碑）が隣接している。

## 他の有名な運河

### ズワネンブルグワル運河
ズワネンブルグワル運河 (Zwanenburgwal) はアムステルダム中央部の運河と街路である。画家レンブラントと哲学者スピノザが住んでいたことで知られ、レンブラントの家は博物館になっている。2006年にはアムステルダムの地元紙『ヘット・パロール』(Het Parool) から、2006年に「アムステルダムの最も美しい街路」の一つに選出された。
ズワネンブルグワル運河は聖アントニウス水門からアムステルダム川へと流れている。運河は当初「ヴェルヴェルス運河」(Verversgracht) と呼ばれていた。染物師の運河という意味で、かつてのこの地区では繊維産業が基幹的だったことによるもので、染められた織物が運河沿いに干されていたものだった。

### ブロウェルス運河
ブロウェルス運河 (Brouwersgracht) はアムステルダム中心部にある運河で、シンゲル、ヘーレン、ケイザー、プリンセンの各運河が平行なのに対し、それらの北端を縦断するように垂直方向に繋がっている。この運河のある街路も、前記『ヘット・パロール』紙の「アムステルダムの最も美しい街路」に選出された。

### クローフェニールスブルグワル運河

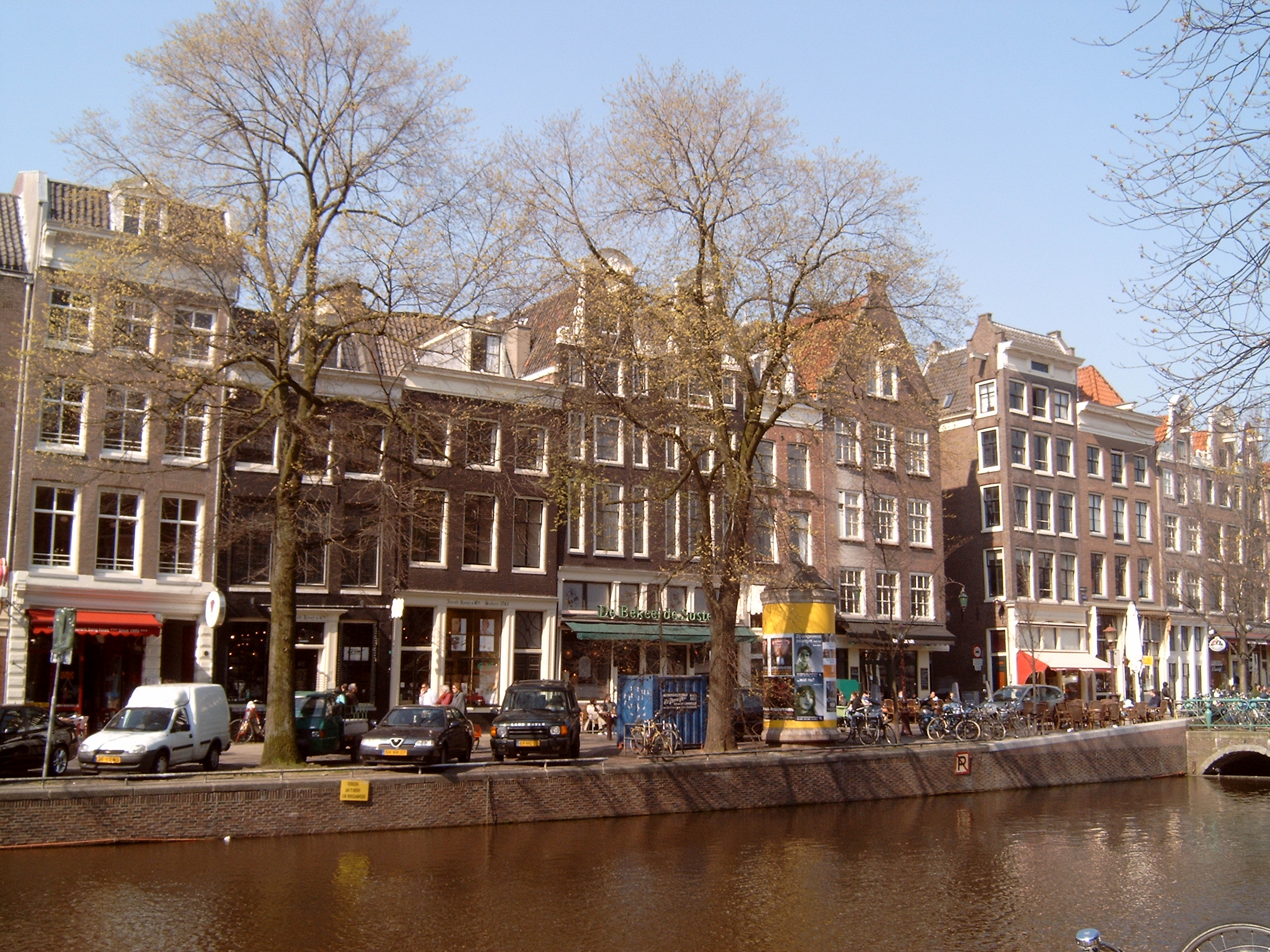
クローフェニールスブルグワル運河

クローフェニールスブルグワル運河（クローフェニールスブルグ運河）は、ニューマルクト (Nieuwmarkt, 新市場) からアムステル川へと流れる運河で、中世期の旧市街の縁に当たっている。ニューマルクトは現在は広場になっており、その名前とは裏腹に、アムステルダムに残る最古の市場である。
17世紀にその東側に人が住むようになり、1812年以降オランダ王立文芸科学アカデミー (KNAW) が入っているトリップ兄弟の家  (Trippenhuis) のような大邸宅も建てられるようになった。トリップ兄弟は富裕な武器商人で、煙突は臼砲を模している。
クローフェニールスブルグワル運河は東インド会社の本社に近く、その役人達からも好まれていた。ちなみに、東インド会社の本社屋は、現在アムステルダム大学の一部となっている。

### ヤファ島の4運河

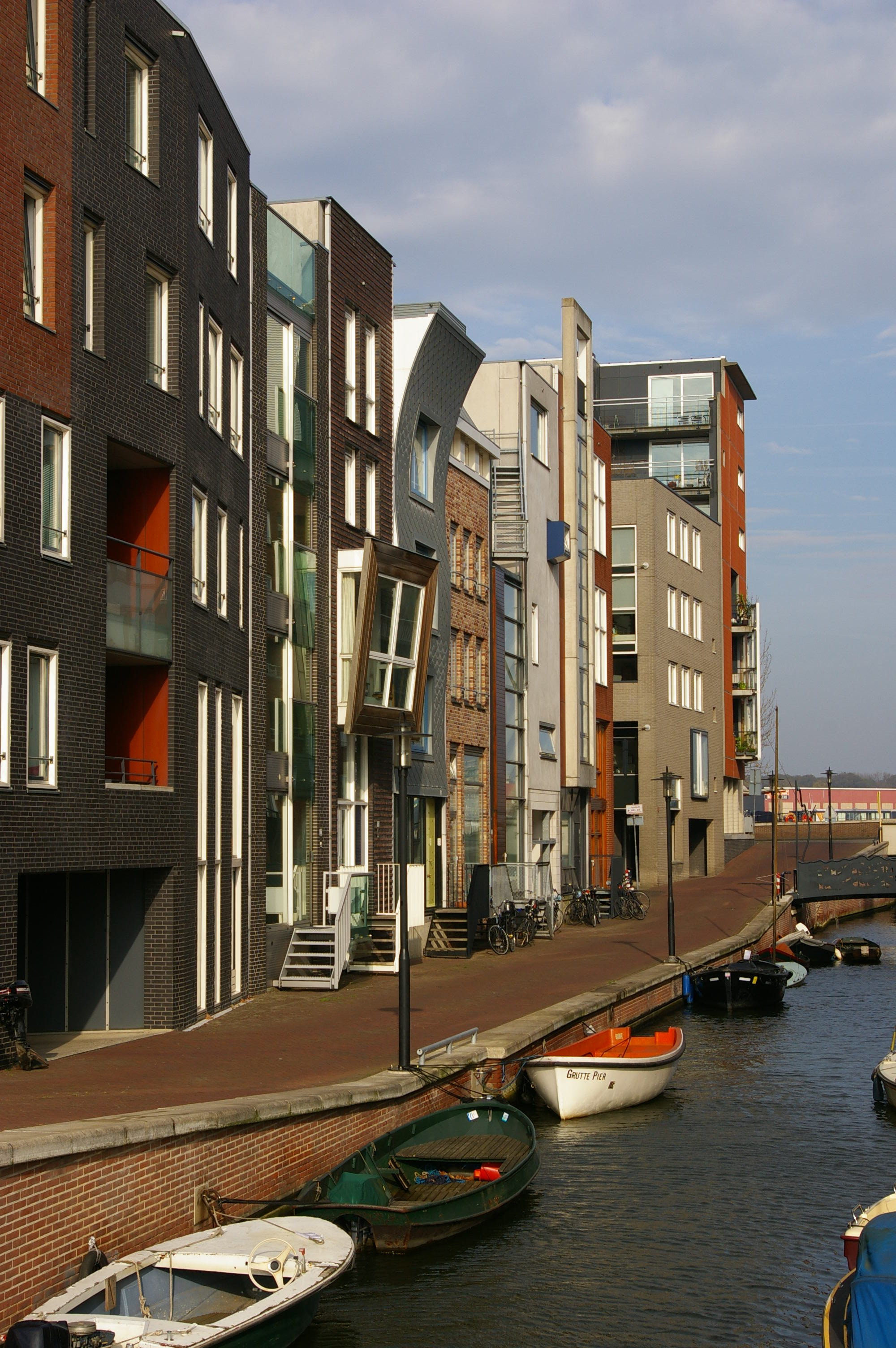
ラモング運河

ブランタス運河 (Brantasgracht)、ラモング運河 (Lamonggracht)、マジャング運河 (Majanggracht)、セラング運河 (Seranggracht) の4つの運河はアムステルダムで最も新しい運河である。それらは市中心部の北東、アイ湾に浮かぶ人工島のヤファ島 (Java) に1995年に建造された。
運河には、アムステルダムの伝統的な運河沿いに並ぶ邸宅を近代的にアレンジした住宅群が並んでいる。それらはオランダの若手建築家19人の作品である。どの建物も幅4.5 mの4ないし5階建てで統一されている。多くの観光客が訪れる場所から外れてはいるが、アムステルダムの観光案内を題材としたデザインも見られる。運河には歩行者やサイクリストのために、装飾された9つの金属橋が架けられている。

## 世界遺産
外縁のシンゲル運河よりも内側にある運河群は、その運河に沿って均質的な建造物群が並び、オランダ黄金時代の優れた都市計画を今に伝えている。1995年に「アムステルダムの歴史地区」(Historic centre of Amsterdam) として暫定リストに登録され、2010年に世界遺産リストに正式登録された。

### 登録対象
登録対象となっているのは、プリンセン運河、ヘーレン運河、ケイザー運河、内側のシンゲル運河の4運河とそれに沿う街路である。外側のシンゲル運河に隣接する地区、あるいは内側のシンゲル運河よりもさらに内側の市庁舎、レンブラントの家、アムステルダム大学などがある区画は緩衝地域ではあるものの、世界遺産登録地域ではない。
登録地区にはすでに述べたトラップヘーベル、ハルスヘーベル、クロックヘーベルなどの特徴的な外観を備えた邸宅が見られ、17世紀から18世紀に倉庫街だった建造物群も残っている。

### 登録基準
この世界遺産は世界遺産登録基準のうち、以下の条件を満たし、登録された（以下の基準は世界遺産センター公表の登録基準からの翻訳、引用である）。
- (1) 人類の創造的才能を表現する傑作。
- (2) ある期間を通じてまたはある文化圏において、建築、技術、記念碑的芸術、都市計画、景観デザインの発展に関し、人類の価値の重要な交流を示すもの。
- (4) 人類の歴史上重要な時代を例証する建築様式、建築物群、技術の集積または景観の優れた例。

登録に当たっては、16世紀末から17世紀にかけて設計・建造された都市計画が、デザイン的にも技術的にも当時として革新的なものであったことや、その規模が大きかったこと、そしてそれは国際商業の中心的港町だった歴史的な姿を伝えるものでもあることなどが評価された。

### 登録名
正式な登録名は Seventeenth-century canal ring area of Amsterdam inside the Singelgracht （英語）/ Zone des canaux concentriques du 17e siècle à l'intérieur du Singelgracht à Amsterdam（フランス語）である。その日本語訳には、微細な揺れがある。
- アムステルダムのシンゲル運河内の17世紀の環状運河地区（日本ユネスコ協会連盟[31]）
- アムステルダム中心部の17世紀の運河網（世界遺産アカデミー[32]）
- アムステルダムのシンゲル運河の内側にある17世紀の環状運河地域（古田陽久[33]）